# Kleine waterranonkel
De kleine waterranonkel (Ranunculus trichophyllus) is een giftige, eenjarige tot meerjarige waterplant uit de ranonkelfamilie (Ranunculaceae). De soort komt van nature voor in gebieden met een gematigd of koel klimaat. De soort is inheems in België. Het aantal chromosomen is 2n = 16 of 32.
De stengel van de plant wordt 10-100 cm lang. De wortels bevinden zich op de onderste knoop van de stengels en hebben een diameter van 0,3-0,4 mm. De kale, onderwater zittende stengels hebben luchtkamers en groeien rechtop of liggend. Er zijn geen drijvende bladeren. De draadachtige, ondergedoken bladeren zijn 4-11 mm lang en 7-23 mm breed en hebben tot 150 eindslippen. Buiten het water vormen de bladeren een soort penseel. De steunblaadjes zijn voor twee derde of meer vergroeid met de 4-11 mm lange bladstelen.
De kleine waterranonkel bloeit vanaf mei tot in augustus met witte, 5-15 mm grote bloemen, die een geel hart hebben en boven het water uitsteken. De vijf groene, kale, afstaande kelkblaadjes zijn ongeveer 3 mm lang. De vijf, 3-6 mm grote bloembladen zijn aan de basis geel. Hun vorm is omgekeerd eirond en ze zijn twee tot drie keer zo lang als de kelkblaadjes. Er zijn 9-15 meeldraden en er zijn ook honingklieren aanwezig. De bloembodem is bedekt met borstelharen.
De verzamelvrucht bestaat uit 16-30, in het begin nog behaarde, 1-2 mm lange nootjes. De verzamelvruchten, die bij rijpheid geel of zwart zijn, steken op stevige stelen iets boven het wateroppervlak uit. De meeste ondersoorten kunnen worden onderscheiden door de vorm en oppervlaktestructuur van de vruchten en nectariën. 

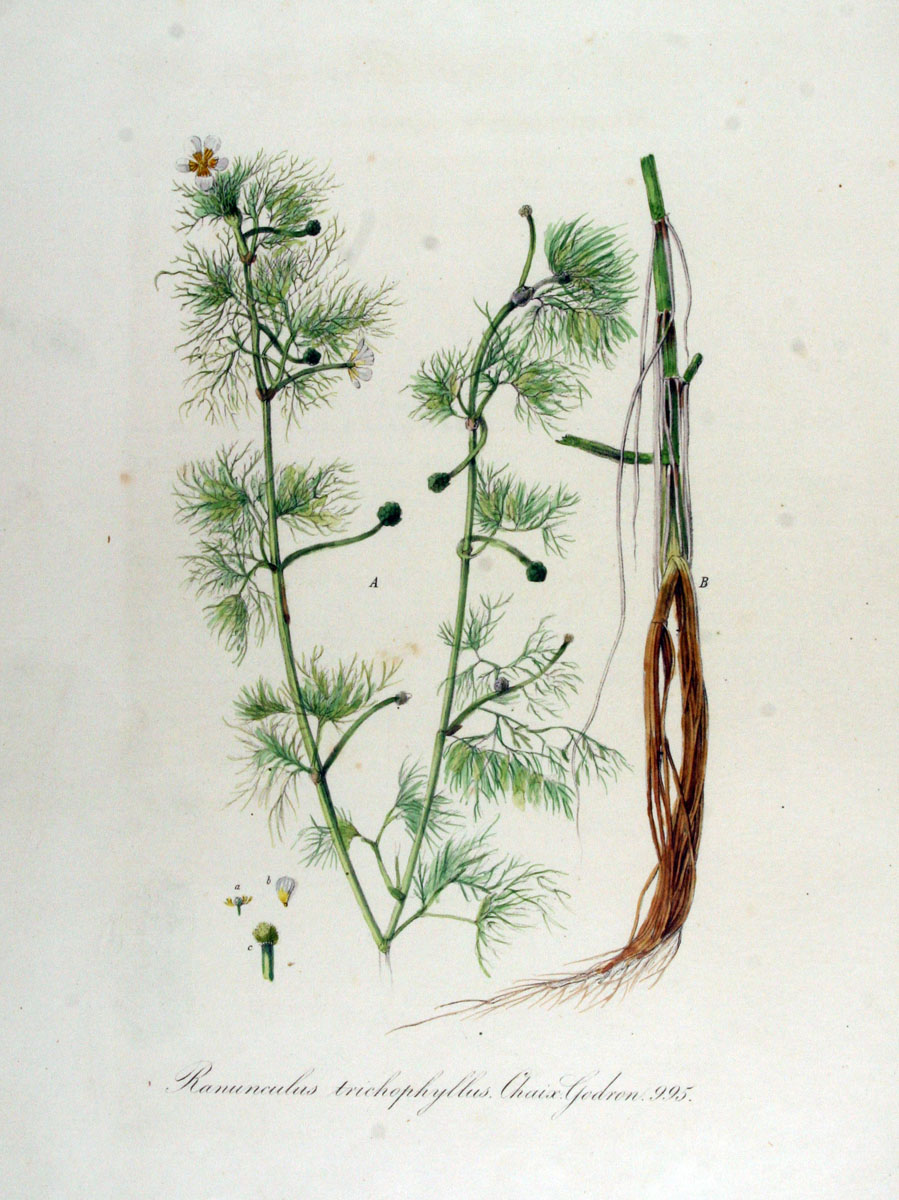
Illustratie uit Flora Batava
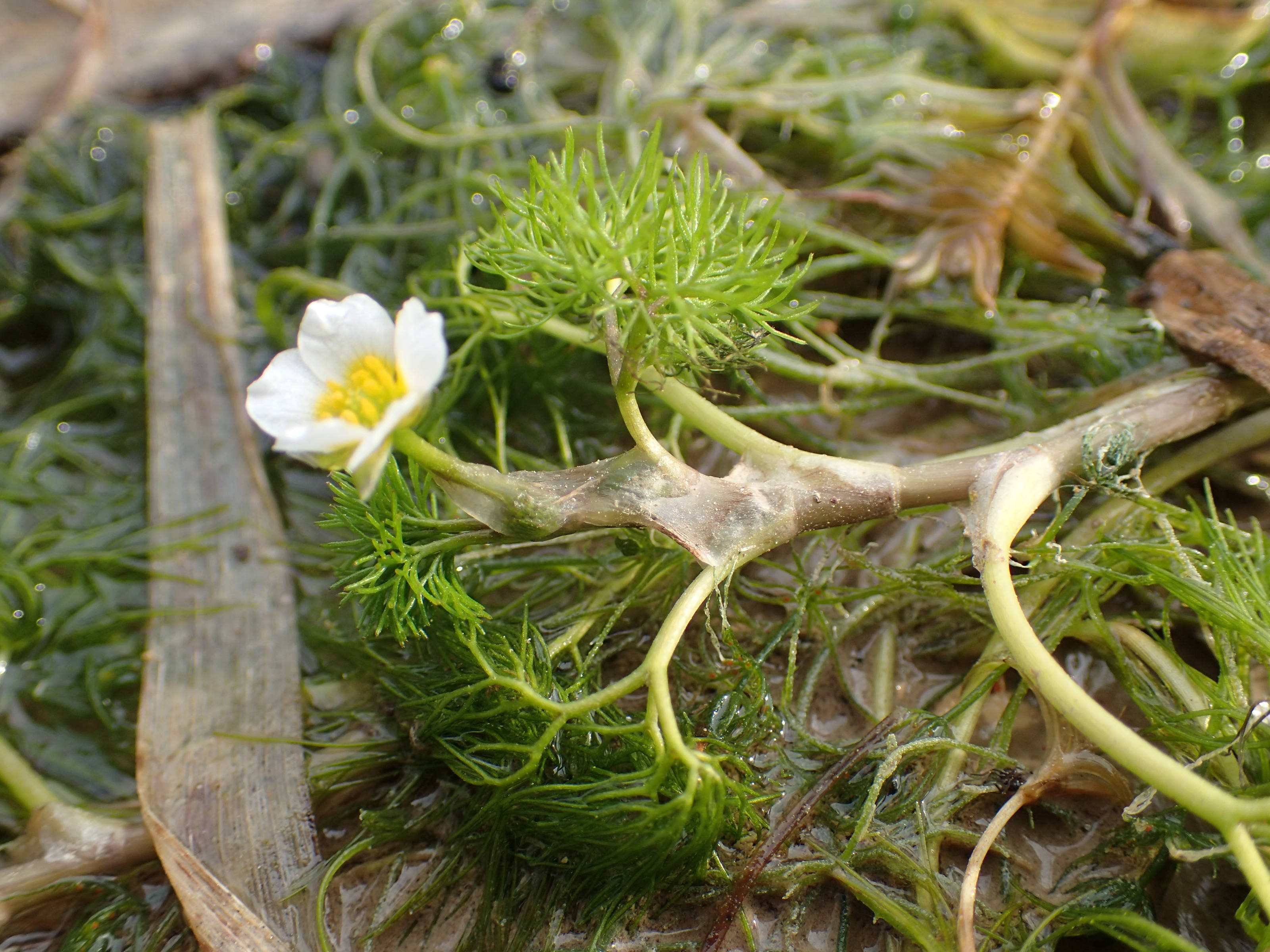
Stengel
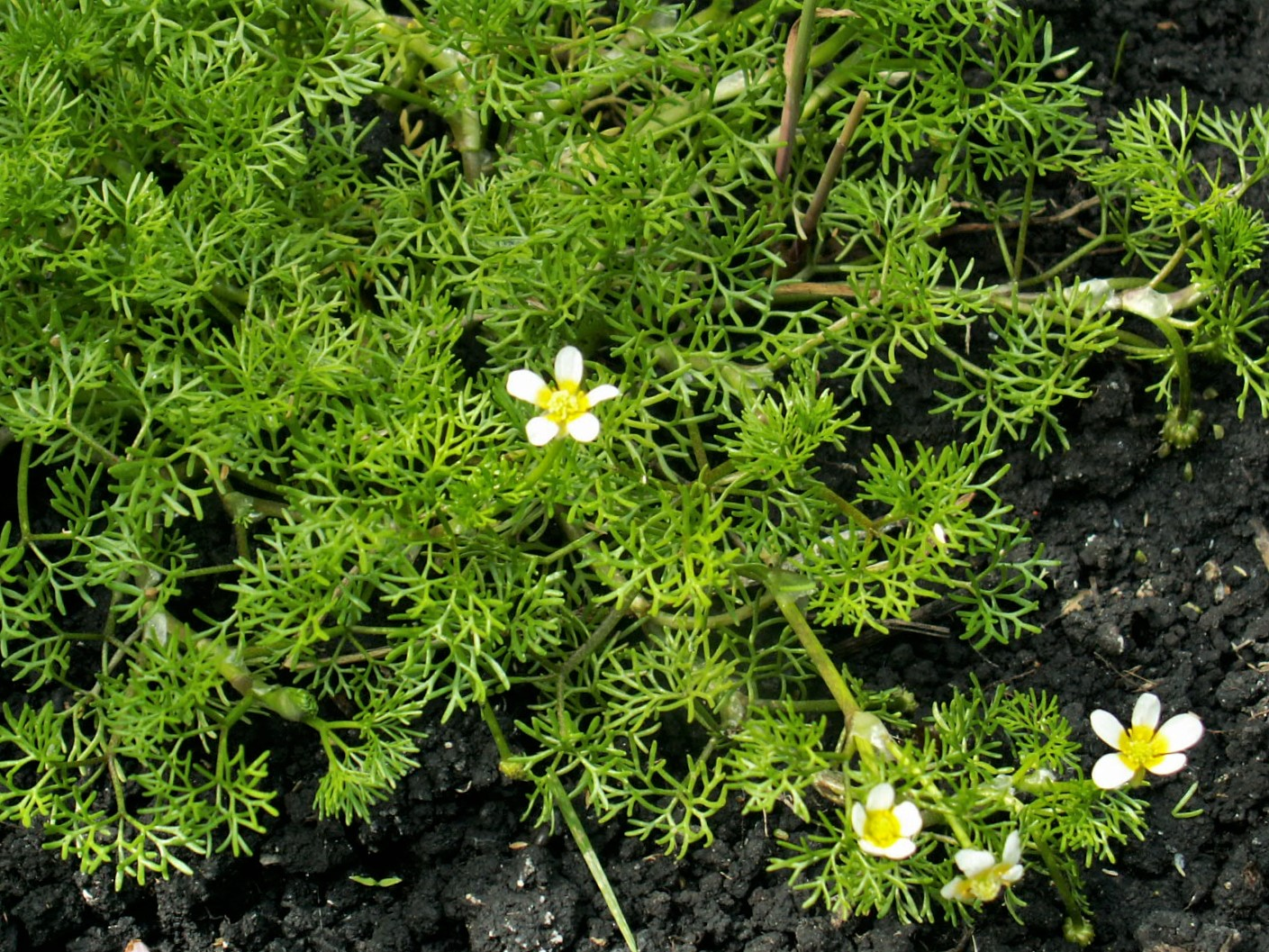
Bladeren
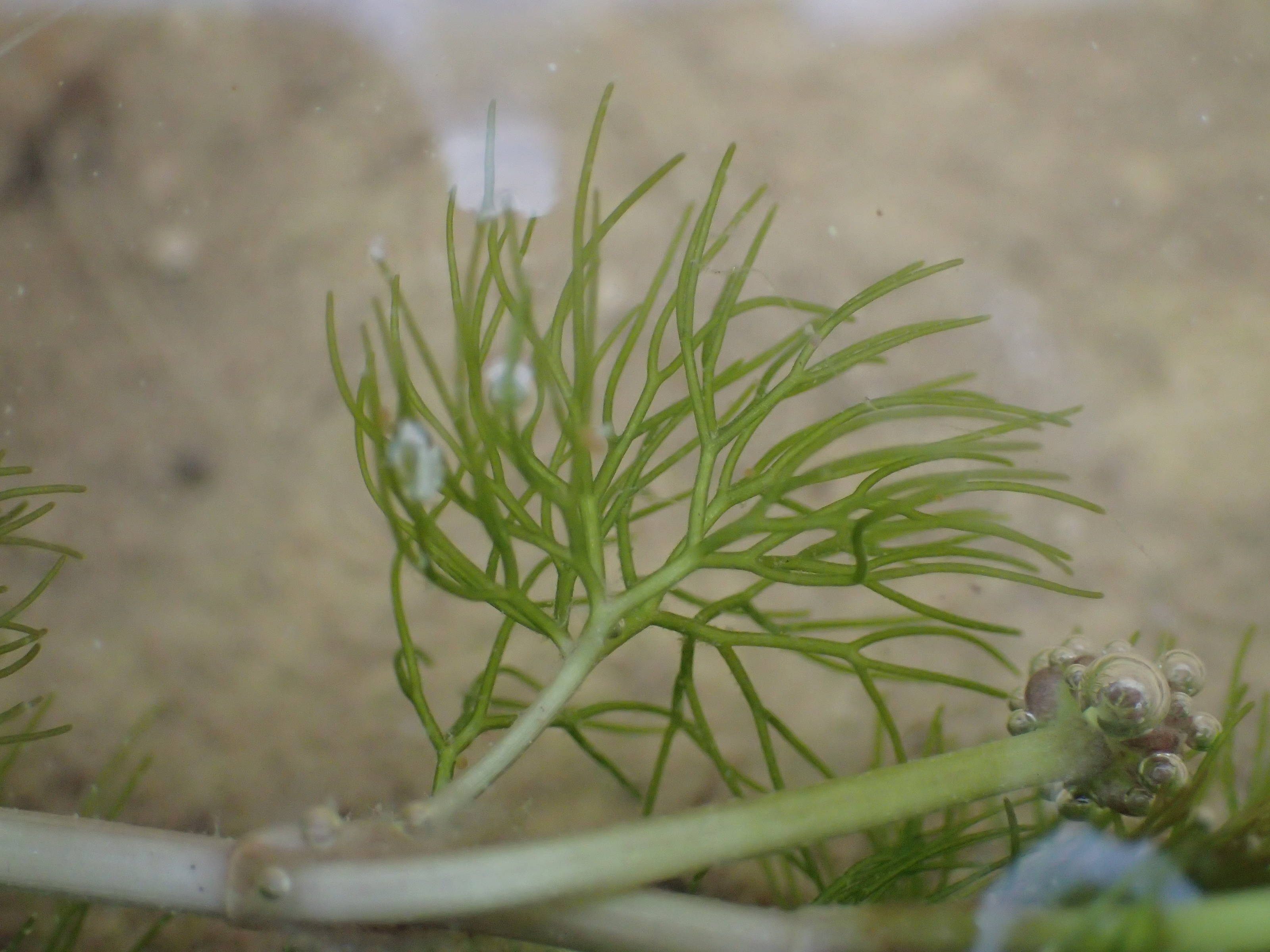
Blad
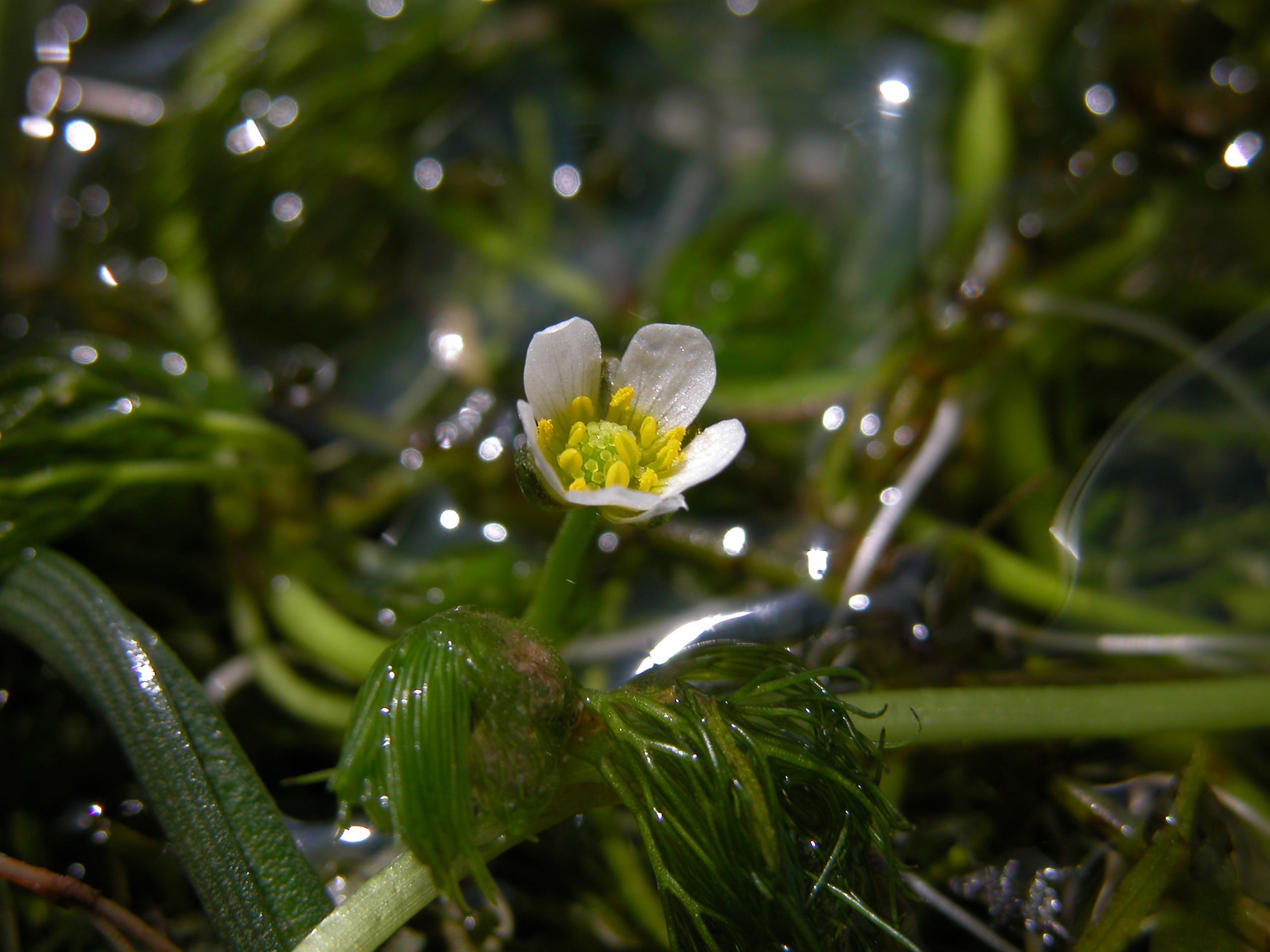
Bloem
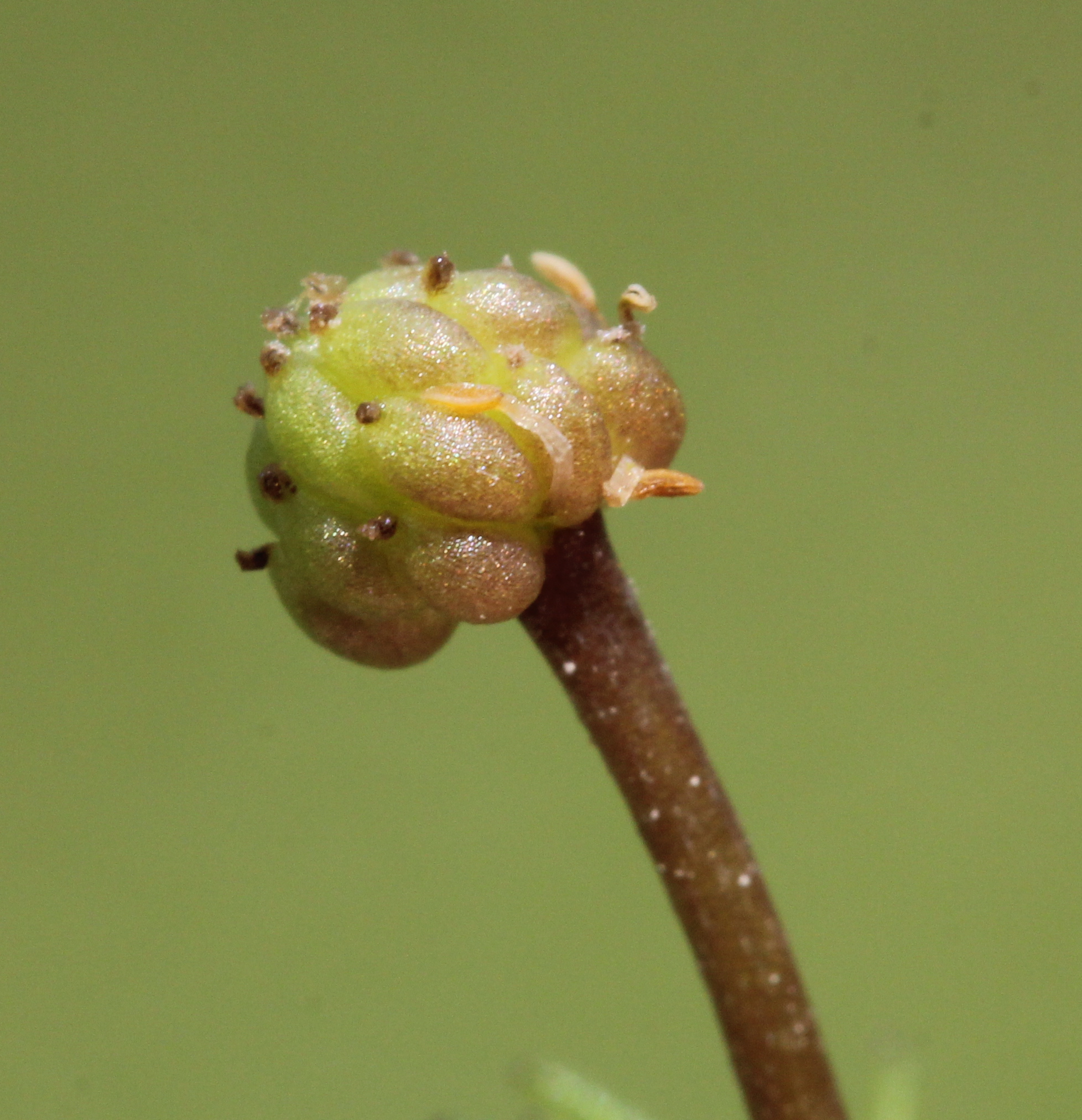
Verzamelvrucht

Kleine waterranonkel staat op zonnige plaatsen in ondiep, matig voedselrijk tot voedselrijk, meestal helder, stilstaand of zwak stromend, neutraal tot licht alkalisch, hard, zoet of zwak brak water boven een bodem van zand, zavel of klei of met een stenige bodem, soms ook op drooggevallen plekken. De plant groeit in vijvers en sloten, in kanalen, poelen en plassen, in doorbraakkolken en in kleiputten. Verder in duinpoelen, soms in periodiek overstroomde gebieden (plant is dan eenjarig). Ze groeit vaak vlak langs de oevers. Het voorkomen van deze soort is veel meer verspreid met een concentratie in de Noord-Hollandse duinen. Niet bloeiende, drooggevallen planten zonder bloemen zijn niet te onderscheiden van idem exemplaren van de grote waterranonkel.

## Ondersoorten
- Ranunculus trichophyllus subsp. eradicatus
- Ranunculus trichophyllus subsp. trichophyllus
- Ranunculus trichophyllus var. glaber
- Ranunculus trichophyllus var. jingpoense
- Ranunculus trichophyllus var. ohtagawensis
- Ranunculus trichophyllus var. okayamensis